# Svartberget, Fagersta kommun
Svartberget är ett naturreservat i Fagersta kommun i Västmanlands län.
Området är naturskyddat sedan 1983 och är 21 hektar stort. Reservatet omfattar berget med detta namn och platser för tidigare utvinning av kalk och järnmalm. Reservatet består  mest av gran med skogsalm och lönn i några bottnar efter kalkbrott.